# Auburn (Iowa)
Auburn és una població dels Estats Units a l'estat d'Iowa. Segons el cens del 2000 tenia 296 habitants.

## Demografia
Segons el cens del 2000, Auburn tenia 296 habitants, 132 habitatges, i 79 famílies. La densitat de població era de 233,2 habitants per km².
Dels 132 habitatges en un 25% hi vivien nens de menys de 18 anys, en un 47% hi vivien parelles casades, en un 10,6% dones solteres, i en un 39,4% no eren unitats familiars. En el 34,1% dels habitatges hi vivien persones soles el 20,5% de les quals corresponia a persones de 65 anys o més que vivien soles. El nombre mitjà de persones vivint en cada habitatge era de 2,24 i el nombre mitjà de persones que vivien en cada família era de 2,85.
Per edats la població es repartia de la següent manera: un 23,3% tenia menys de 18 anys, un 9,8% entre 18 i 24, un 25,7% entre 25 i 44, un 17,9% de 45 a 60 i un 23,3% 65 anys o més.
L'edat mediana era de 38 anys. Per cada 100 dones de 18 o més anys hi havia 97,4 homes.
La renda mediana per habitatge era de 42.500 $ i la renda mediana per família de 45.833 $. Els homes tenien una renda mediana de 26.667 $ mentre que les dones 21.042 $. La renda per capita de la població era de 20.494 $. Entorn del 3,3% de les famílies i el 4,5% de la població estaven per davall del llindar de pobresa.

## Poblacions més properes
El següent diagrama mostra les poblacions més properes.